# Haifa ostroma

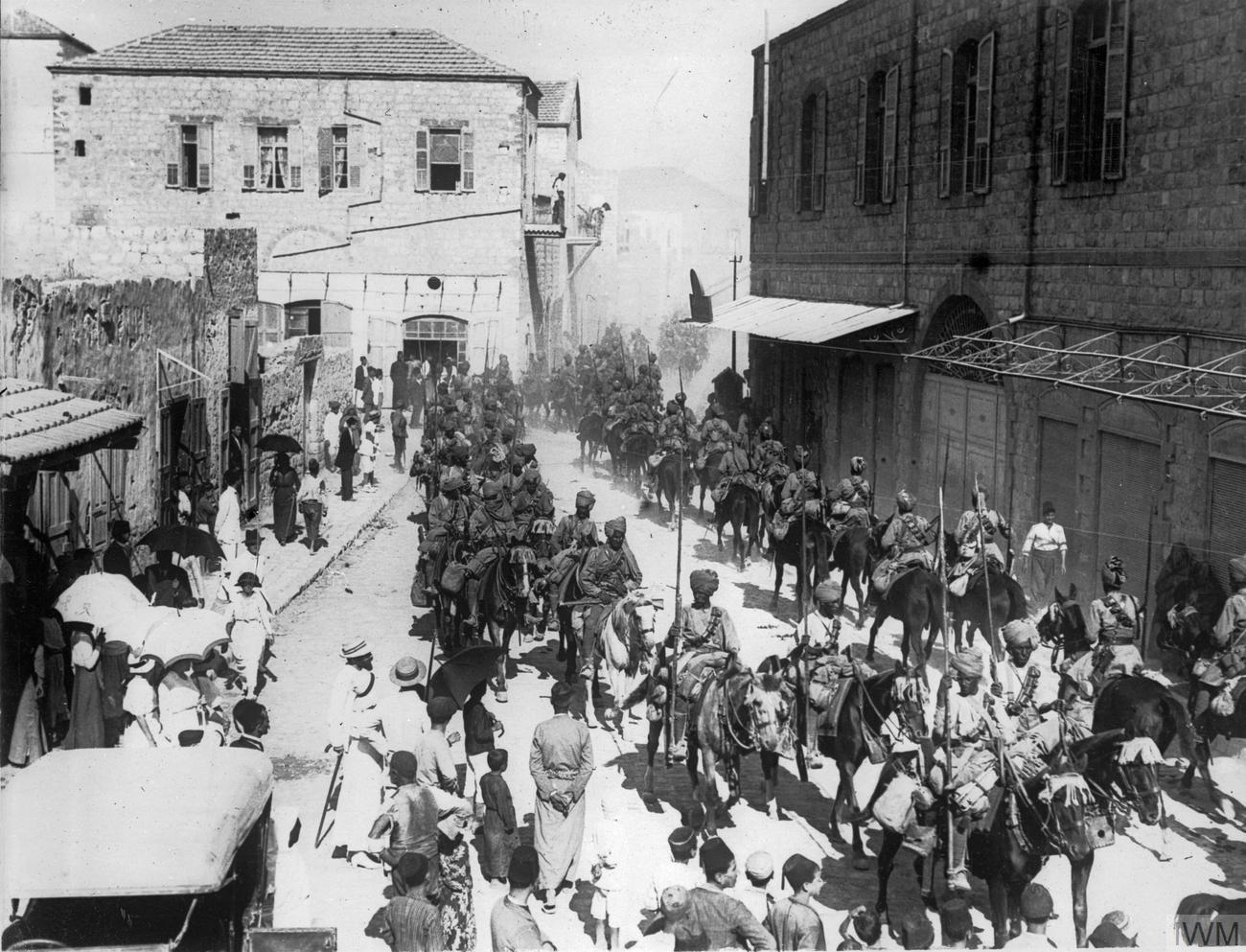
Indiai csapatok Haifában 1918

Haifa ostroma az első világháború egyik jelentős hadművelete volt.  A Brit Birodalom erői 1918. szeptember 23-án foglalták el a várost az azt addig birtokló török hadseregtől. Egy héttel később, szeptember 30-án Damaszkuszt foglalták el, és ezzel véget ért a palesztinai régió (a későbbi Izrael területének) meghódítása az első világháborúban. Haifa ostromának befejezte után az első hajó, mely a kikötőbe futott be, a brit csapatoknak szállított ellátmányt. A hajó a haifai tengerparton lévő haditengerészeti mólónál kötött ki. A Hejaz-i vasút (Medina és Damaszkusz között) ismét működhetett. A felszerelést és a lőszert vonattal szállították át Cemachig, onnét pedig teherautókkal Damaszkuszba. Haifa támaszpontként szolgálta a brit hadsereg erőit, melyek egy hónapra rá, 1918 októberében elfoglalták Bejrútot, amely még mindig az Oszmán Birodalom fennhatósága alatt állt.

## A megszállás háttere
Az oszmán-brit konfrontáció során Palesztinában Haifa városa – az ország közepén – az ütközőzónába esett. Egészen addig, míg az egyiptomi expedíciós erők 1916-ban a megiddói csatában döntő támadásra nem indultak. Az oszmánok masszív, többféle ágyúból álló tüzérségi erőt telepítettek a városba – a brit haditengerészet csapatainak partra szállását megakadályozandó. A Haifa-öbölbéli sikeres partra szállás elvágta volna az oszmán haderők túlnyomó részét az ország közepén lévő logisztikai hátországtól, az északi és szíriai hadvezetőségtől.  

## A döntő csata
Haifát az indiai lovasság csapatai foglalták el. Az egyik északról kerítette be a várost: előbb bevette Sfaram falut, majd elérte Akko városát, miáltal elvágta Haifából az ország északi része felé vezető menekülési útvonalat. 
A másik csapattest a Jezréel-völgyből indulva, Jeddán (ma: Ramat Yishai) keresztül érte el Balad a-Sheikhet (ma: Tel Hanan). A brit erőket a Kármel-hegy északi lejtőin elhelyezett oszmán géppuskás osztagok tartóztatták föl (ma: Check Post csomópont). A Zevulun-völgy felé vezető utat a Kison-folyó környéki mocsarak vágták el. Végül a britek támadást intéztek a török géppuskás csapatok tűzfészkei ellen a Karmel-hegy lejtőin. Miután bevették őket, megnyílt a Haifába vezető út. 
Haifa meghódítását az angolok lovassági egysége, a Sherwood Rangers fejezte be, a Kármel keleti részén. A lovaskatonák semlegesítették az osztrák gyártmányú ágyukat, melyek a Haifa-öböl kikötőjének bejáratát védték. A város teljes elfoglalása 1918. szeptember 23-án fejeződött be. Ezidőben mintegy 30.000 lakos tartózkodott a városban. A hadjárat során a brit lovasegység elvesztette lovainak túlnyomó részét, 143-at – csupán 15 ló élte túl a hadieseményeket.   

## A hadviselő felek veszteségei
A törökök 17 ágyút és majdnem 50 katonát vesztettek, 1351-en pedig fogságba estek. A briteknek 3 halottjuk volt. Delhiben emléktáblát helyeztek el ama indiai katonák emlékére, akik részt vettek a palesztinai csatákban.    

## Lásd még
- Haifa története

## További információ
- Pinchas Pick, a Haifa hódítása az első világháborúban, Haifán belül és helyszínei (szerkesztette: Eli Schiller és Yossi Ben Artzi ), "Ariel - Izrael földje" 37-39, Ariel Press, Jeruzsálem, 1985

## Külső linkek
- A Wikimédia Commons tartalmaz Haifa ostroma témájú médiaállományokat.